# Лаки Мартен
Лаки Мартен (фр. vernis Martin) — техника лаковой росписи, изобретённая в 1730 году французскими мастерами-мебельщиками братьями Гийомом (?—1749), Этьен-Симоном (?—1770), Жулианом (?—1783) и Робером (1706—1766) Мартенами. «Лак Мартен» изначально был придуман, чтобы имитировать дорогостоящие китайские и японские лаковые изделия, пользовавшиеся во Франции и других странах Западной Европы огромной популярностью в период рококо. Секрет заключался в нагревании копалового лака с маслом и последующим добавлением венецианского скипидара. В 1744 году братья Мартен получили «монополию» (патент) на изготовление «toutes sortes d’ouvrages en relief de la Chine et du Japon» (всех видов рельефных работ из Китая и Японии) и стали изготавливать мебель, деревянные панно и мебельные вставки, покрытые жемчужно-голубым, тёмно-зеленым, «оливковым» или розовым лаком с глубоким «фарфоровым» блеском.
Французские мастера успешно воспроизводили многослойную китайскую лаковую роспись, создающую ощущение глубины, применяя инкрустацию и золотую пудру, и внесли тем самым значительный вклад в искусство шинуазри («китайщины»), одного из стилевых течений французского рококо.
В истории французского искусства упоминается также мастер Госсе Мартен и сообщается, что он в 1759 году зарегистрировал изобретение чёрного лака «на китайский манер», а братья Мартен лишь его усовершенствовали. Помимо шинуазри и «японизмов» в мастерской Мартен использовали оригинальные европейские мотивы росписи, покрывая их «китайским лаком».
Сын Робера Мартена — Жан-Александр Мартен (1739—после 1791) — работал в Сан-Суси в Потсдаме (Германия) для прусского императора Фридриха II Великого в стиле фридерицианского рококо. В 1760 году он получил почётное звание «лакировальщика короля» (vernisseur du roi).
Братья Мартен управляли своей фабрикой примерно с 1730 по 1770 год. Со временем изделия «китайского лака» импортировали в больших количествах, а иногда лаковые панели изготавливались в Китае по рисункам, подготовленным в Париже.
На пике своей славы братья Мартен руководили по крайней мере тремя фабриками в Париже, и в 1748 году все они были классифицированы как «Manufacture nationale». Одна из них ещё существовала в 1785 году.
В литературе того времени часто упоминались братья Мартен. В комедии Вольтера «Надин», поставленной в 1749 году, говорилось о berline (карете) «хорошей и яркой, все панели которой покрыты лаком Мартен» (bonne et brillante, tous les panneaux par Martin sont vernis). Маркиз де Мирабо в сочинении «Друг людей» (L’Ami des hommes) упоминал эмалированные табакерки и лакированные кареты, которые поступали с фабрики братьев Мартен.
Как и в судьбе других художников, их имена ради коммерческого успеха присваивали репликам и подделкам, к которым сами братья Мартен не имели отношения. Естественно, что качество таких изделий не всегда соответствовало подлинным образцам. Маловероятно, что даже несколько фабрик могли бы выпустить то количество образцов, которое им приписывают. Тем не менее их продукция была большой и разнообразной, поскольку лаки Мартен были столь популярны, что их наносили на самые разные предметы.
Мода на «китайские лаки» не ограничивалась Францией, во многих странах стали производить не только мебель, но и шкатулки, веера, игольницы и тому подобное. Иногда подлинную китайскую или «мартеновскую» мебель разрезали на части ради декоративных панелей. Самые ценные образцы ныне находятся в музеях, другие бесследно исчезли, например украшения апартаментов дофина в Версальском дворце или панели Замка Бельвю.
- Створка дверцы шкафчика в покоях королевы. Версаль
- Замок Бизи, Вернон. Фортепиано Эрар
- Детали росписи по лаку
- О. Мажорель. Рояль. Табло в стиле шинуазри и технике «мартен». 1878
- Табакерка по рисунку Ф. Буше. Фабрика Мартен